# Guarujá Open 1988
Il Guarujá Open 1988 è stato un torneo di tennis giocato sulla terra rossa. È stata la 3ª edizione del torneo che fa parte del Nabisco Grand Prix 1988. Si è giocato a Guarujá in Brasile su campi in terra rossa dal 25 gennaio al 1º febbraio 1988.

## Campioni

### Singolare maschile
Luiz Mattar ha battuto in finale  Eliot Teltscher con il punteggio di 6–3, 6–3

### Doppio maschile
Ricardo Acuña /  Luke Jensen hanno battuto in finale  Javier Frana /  Diego Pérez con il punteggio di 6–1, 6–4